# 咸俊鎬
咸俊鎬（ハム・ジュノ、朝鮮語: 함준호、1921年11月17日 - 1950年6月27日）は、大韓民国の軍人。朝鮮戦争開戦劈頭に戦死した。

## 生涯
京畿道京城府（現ソウル特別市鍾路区）に生まれ、京畿道立商業学校、京城法学専門学校（ソウル大学校法科大学の前身）に学んだ。1944年、京城法学専門学校在学中に学徒兵として日本軍に入隊。光復後、米軍政が設立した軍事英語学校に入学、1946年2月18日に卒業して南朝鮮国防警備隊陸軍参尉（少尉）に任官した（軍番10050番）。1948年8月、第3連隊長に補職任命され、同年10月に発生した第14連隊の反乱（麗水・順天事件）では宋錫夏副連隊長の率いる南原大隊を急派し、反乱軍から麗水・順天を奪還した。第3連隊は全州から南原に移動して智異山のゲリラ討伐にあたり、第14連隊の反乱首謀者であった金智会中尉と洪淳錫中尉を戦死させた。討伐期間中に第3連隊の情報課と第2大隊が山清郡矢川面、三壯面、丹城面と河東郡玉宗面の住民を虐殺する事件が発生した。虐殺直前のゲリラと民間人を選別する場所に咸俊鎬がいたとする証言があり、隷下部隊の虐殺を黙認する、もしくは殺害命令を下した立場として民間人虐殺に直接的責任を持っていたと見られている。
1949年4月18日、陸軍本部作戦参謀副長に復帰した丁一権の後任として智異山地区戦闘司令官に任命。ゲリラ掃討作戦を継続し、5月9日に戦闘司令部は解体された。その後第5師団副師団長（1950年1月）を経て、1950年4月30日、第1連隊長となる。
1950年6月25日、朝鮮戦争の開戦当初、咸俊鎬の率いる第1連隊は第7師団（師団長：劉載興准将）隷下にあって、38度線からソウルへの最短経路にあたる議政府の北方、東豆川の防御を担当していたが、朝鮮人民軍の突破・浸透により逐次後退を余儀なくされた。6月27日、倉洞の防御線から撤退する際、牛耳洞に向かおうとしたところ、途中の水踰洞において敵部隊に遭遇し戦死した。咸俊鎬は、韓国軍の連隊長（大領）以上の高級将校としては開戦以来初めての戦死者であった。1951年7月26日、太極武功勲章を追贈され、陸軍准将に進級した。墓所は国立ソウル顕忠院にある。休戦後、戦死地の水踰洞（当時ソウル特別市城北区、現江北区）に顕忠碑が建てられたが、1969年にこれもソウル顕忠院に移転している。

## 参考
- 손규석 (2003) (PDF). 태극무공훈장에 빛나는 6·25전쟁 영웅. 国防部軍史編纂研究所
- 진실·화해를위한과거사정리위원회 編 (2008). 2007년 하반기 조사보고서. 진실·화해를위한과거사정리위원회